# Lysimelia alstoni
Lysimelia alstoni är en fjärilsart som beskrevs av Holloway 1979. Lysimelia alstoni ingår i släktet Lysimelia och familjen nattflyn. Inga underarter finns listade i Catalogue of Life.